# Раздан (река)
 Тази статия е за реката.  За града вижте Раздан.  
Раздан (на арменски: Հրազդան, Hrazdán) или Зангу (Զանգու, Zangu)), е река в Армения, ляв приток на Аракс (басейна на река Кура).
На реката са разположени градовете Севан, Раздан, Чаренцаван и столицата на Армения – град Ереван. Между реките Раздан и Касах се намира планината Аралер, чиято височината е 2577 m над морското равнище.

## Описание
Дължина на реката – 141 km, площ на водосборния басейн с басейна на езерото Севан – 7310 km2, площ на басейна само на река Раздан – 2560 km2.
Извира от северозападната част на езерото Севан, в близост до град Севан. В горното си течение тече по планинска долина на юг към Ереван. В чертите на Ереван прави няколко остри завоя. В долното си течение протича по Араратската равнина и се влива в Аракс на границата с Турция.

## Етимология
Името на реката може да бъде свързано със зороастризма, тъй като до приемането на християнството в началото на 4 век, сред арменците е широко практикувана форма на зороастризма По-специално, в Авеста се споменава за езерото Фраздан в Систан, където Виштаспа преподава зороастризъм.
В същото време Е. Грантовски пише, че подобни етноними биха могли да се образуват независимо от Авеста – или като резултат от иранската епическа традиция, или в резултат на подобно образуване на географски имена. Б. Техов свързва името на реката със скитите.
Име на реката за пръв път се среща при древноарменските автори, в частност при Себеоса (под формата Հուրազդան, Хураздан) и Мовсес Хоренаци (в по-древната, първоначална форма Հրազդան = Храздан).

## Производство на електроенергия
Общата денивелация е 1097 m (1.8 m/km). При естествени условия средният отток при изтичането от езерото Севан е около 2 m3/s, а близо до устието – 17,9 m3/s. От 1930 до 1962 г. на Раздан е построена Севанската каскада от шест водноелектрически централи, след което средният отток при началото на реката (за сметка на намаляване на вековните запаси на вода в езерото) нараства до 44,5 m3/s. Започва рязко понижаване на нивото на езерото Севан, за чието прекратяване средният отток от 1965 г. е намален до 16 m3/s.
Освен за електричество водите на Раздан се използват за напояване. По реката също така е развит риболовът. Раздан е от съществено стопанско значение за Армения.